# Togarma

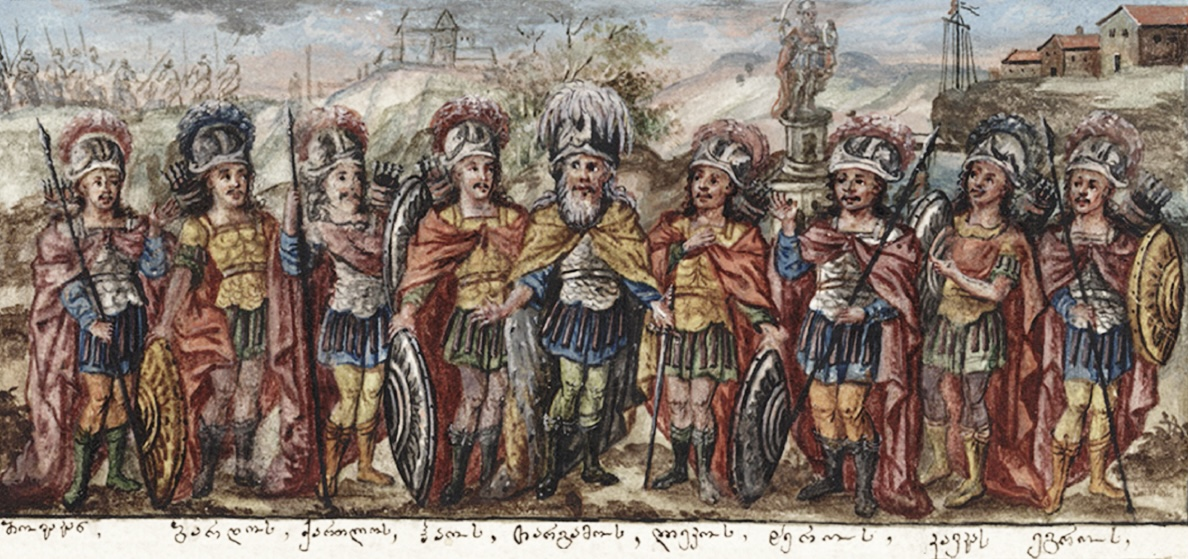
Torgama e seus filhos

Togarma (em hebraico: תּוגרמה; romaniz.: Togarmah; em armênio: Թորգոմ; romaniz.: T'orgom; em georgiano: თარგამოს; romaniz.: T'argamos), é o terceiro filho de Gômer, neto de Jafé e irmão de Asquenaz e Rifate (Gênesis 10:3). Ele é considerado o ancestral dos povos do Cáucaso do Sul (os georgianos e armênios).
Togarma também foi a vila habitada por descendentes dele mesmo, perto dos Montes Tauro. Os assírios conheciam-na como Til-Garimme. Talvez o nome grego do pai de algumas tribos citas seja uma transliteração da palavra hebraica Togarmah para o grego como Targitaus. Para alguns povos era conhecido como Tagdama. Heródoto escreveu que Targitaus era o pai de várias tribos citas, especialmente as do norte da Anatólia (perto do Mar Negro) e do nordeste de Dácia e Mésia, conhecido pelos gregos como as tribos habitantes de Cítia nos arredores das terras da atual Rússia. Algumas dessas tribos eram os Marcomanos, os Dácios, os Alanos e os Sármatas.
Em fontes literárias babilônicas, romanas, judias, persas e outras, o nome Togarma (pai dos armênios) é traduzido e transcrito como “os filhos de Gomer que vivem nas montanhas”. Provém de três prefixos-raízes semitas:
- bet: casa
- to (em árabe, tell e túr equivalem a monte, e em línguas-irmãs til, te, to e ta equivalem a colina, morro e figurativamente a reino).
- garma: Gômer. Em aramaico (gumra) significa lenha queimada. Em árabe se chama Gamara.

Togarma é mencionado também como uma nação do Extremo Norte na Bíblia. Ezequiel 38:6 diz:
 Gomer e todas as suas tropas; a casa de Togarma, do extremo norte, e todas as suas tropas, muitos povos contigo.
Em Ezequiel 27:14 Togarma é mencionado depois de Javã, Tubal e Meseque como fornecedor de cavalos e mulas aos Tirios. E em Ezequiel 38:6 diz-se ter fornecido soldados ao exército de Gogue.